# Adivino

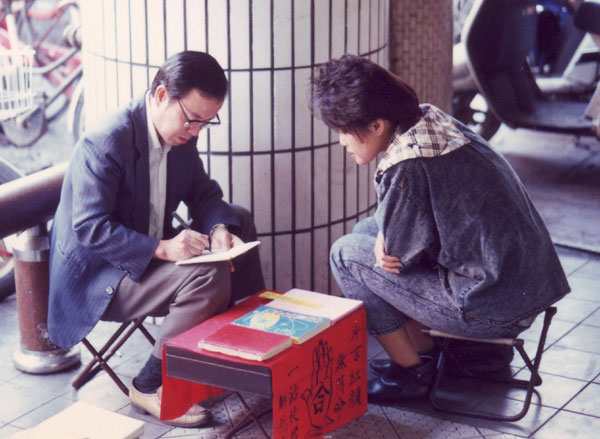
Adivino en Taiwán en la actualidad.

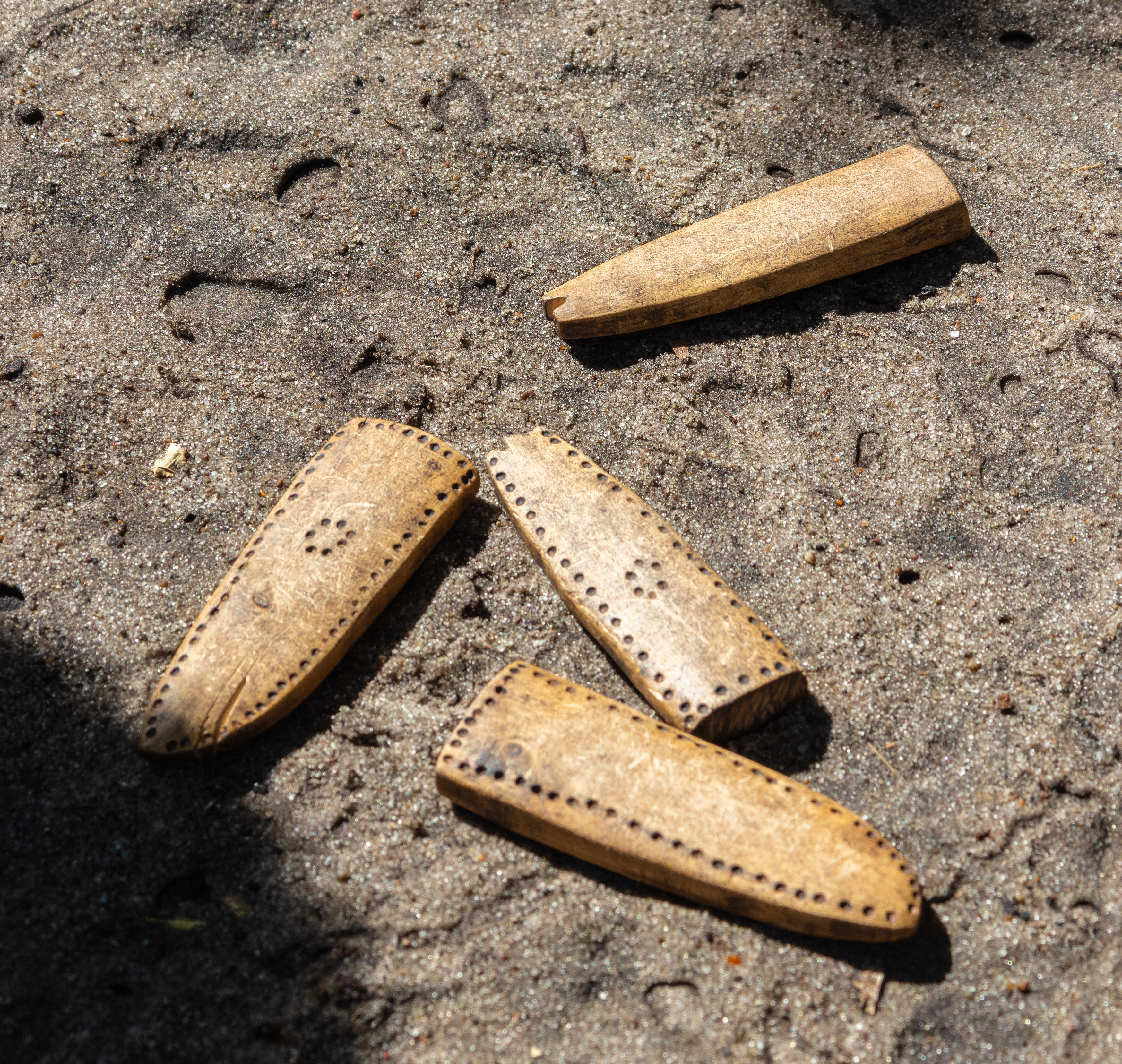
Lectura de un adivino en Gweta, Botsuana.

Un adivino, lo mismo que un agorero, sortero o hechicero es la persona que asegura lo que está por venir. 
Los adivinos, a través de prácticas adivinatorias, prometen la salud o las riquezas, el amor o el desamor usando de varios embustes y adivinanzas cuales son agüeros de aves, estornudos, palabras que llaman proverbios, suertes, hechizos de metal, cera u otra cosa, encantamiento, cercos, ligamiento de casados, catar en agua, en cristal, en espada, espejo u otra cosa lucia, en cabeza de hombre muerto o de bestia o de perro o en palma de niño o de mujer virgen, cortar la rosa del monte porque sane la dolencia que llaman rosa u otras cosas semejantes á estas.
En derecho español, los adivinos incurrían en la pena de muerte; sus encubridores, en la de extrañamiento perpetuo; los que acudían a ellos y los creían, en la de la pérdida de la mitad de sus bienes y las justicias negligentes para su castigo en la de privación de oficio y confiscación de la tercera parte de la hacienda según las leyes 1, y 3, tit 23, Parí. 7 y leyes 1 y 2, tit. 4, lib. 12, Nov. Rec. 
Posteriormente, la pena capital se conmutó por la práctica de los tribunales en la de azotes a los hombres y en la de sacar emplumadas y encorozadas a las mujeres.